# Baltic Centre for Contemporary Art
Baltic Centre for Contemporary Art, abreujadament Baltic, és un museu dedicat a l'art contemporani d'abast internacional que es troba a la ciutat de Gateshead, al nord d'Anglaterra. És a la vora del riu Tyne, just davant de l'accés al cèlebre Gateshead Millennium, un pont que comunica amb Newcastle, ciutat amb la qual Gateshead forma el centre de la sisena conurbació més gran del Regne Unit.
La construcció de l'edifici actual del Baltic es va iniciar el 1993, partint de l'estructura bàsica d'un antic molí fariner. Es va inaugurar l'any 2002 com una entitat sense ànim de lucre reconeguda per la llei britànica i finançada per organitzacions d'abast regional –com l'Ajuntament de Gateshead– estatal –per exemple, el Consell de les Arts d'Anglaterra, com a membre de la Loteria Nacional– i europeu –el Fons Europeu de Desenvolupament Regional. Les activitats destinades a obrir portes a nous artistes i a impulsar projectes innovadors i creatius són les que han fet que el museu hagi rebut reconeixements per part de diverses associacions. Tanmateix, també ha protagonitzat diverses controvèrsies.

## Història

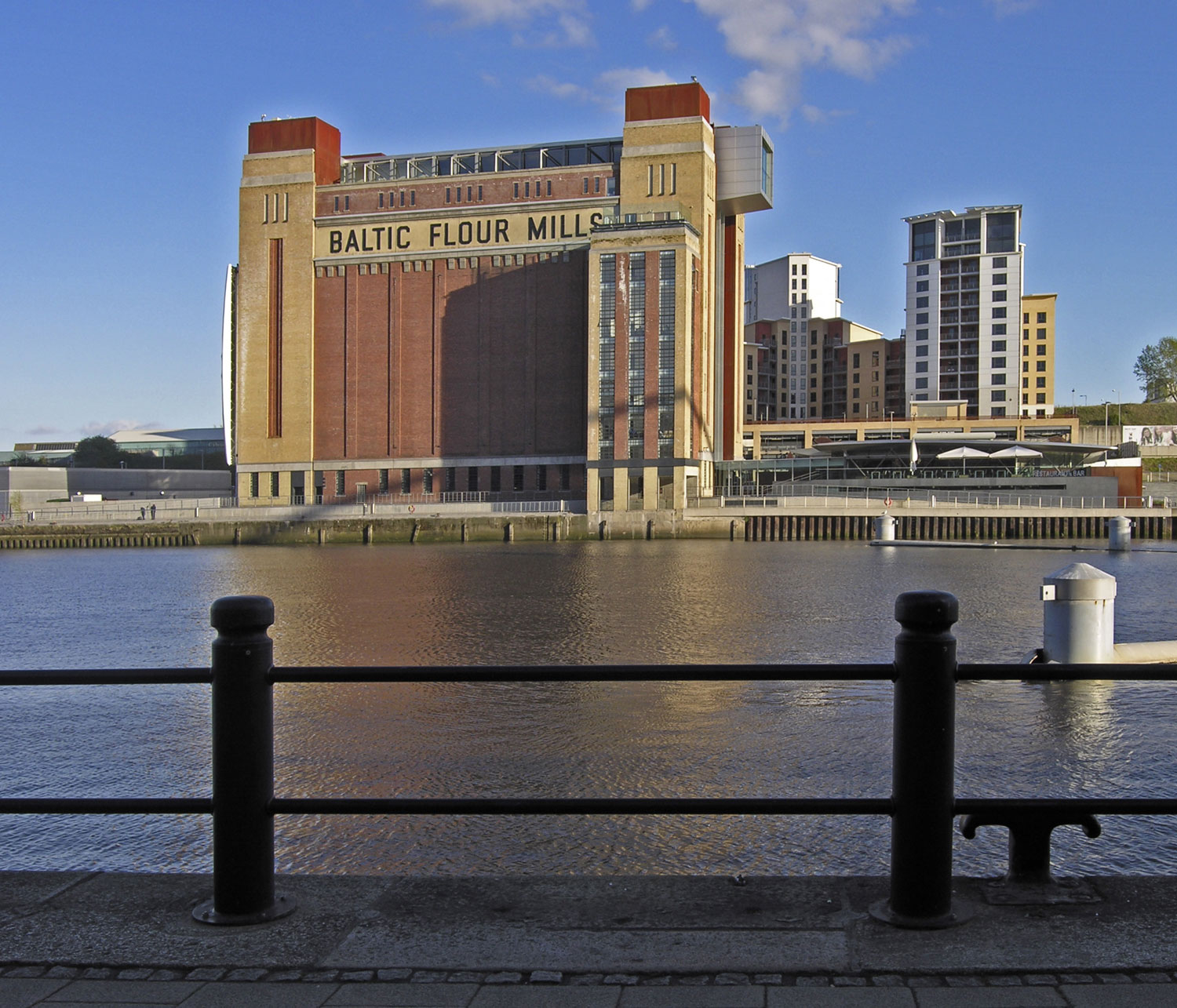
Vista lateral del Baltic

Durant la primera meitat del segle xx, a la vora del riu Tyne es van edificar molts molins que es van convertir en estructures arquitectòniques emblemàtiques per les seves dimensions considerables. L'antic molí de farina Baltic va ser construït als anys 30 del segle passat per l'empresa alimentària britànica Rank Hovis, que comercialitzava farina. Hi ha diverses hipòtesis sobre l'origen de la seva denominació, però la més versemblant és la que diu que li van posar Baltic fent al·lusió al mar que porta el mateix nom, ja que tots els edificis que construïa Rank Hovis portaven noms de mars o rius. Al disseny inicial, se li va afegir un molí de pinso i tot el conjunt va funcionar fins al 1981, donant feina a 300 treballadors.
El Baltic, a diferència d'altres molins que han estat enderrocats completament, manté l'estructura bàsica de l'edifici original tot i que, el 1994, després que el Reial Institut d'Arquitectes Britànics convoqués un concurs públic, va patir certs canvis. El projecte de remodelació va anar a càrrec del grup d'arquitectes Ellis Williams i va costar deu anys de feina. El capital inicial amb què es comptava era de 50 milions de lliures (58,5 milions d'euros), 33,4 de les quals provenien del Consell de les Arts d'Anglaterra. Unes de les remodelacions més significatives van ser el fet d'haver reconstruït els murs est i oest de vidre i l'edificació de quatre plantes més.
El 13 de juliol de 2002, el Baltic va obrir les portes al públic amb l'exposició B.OPEN i va rebre 35.000 visitants durant la primera setmana.

## Les instal·lacions del museu

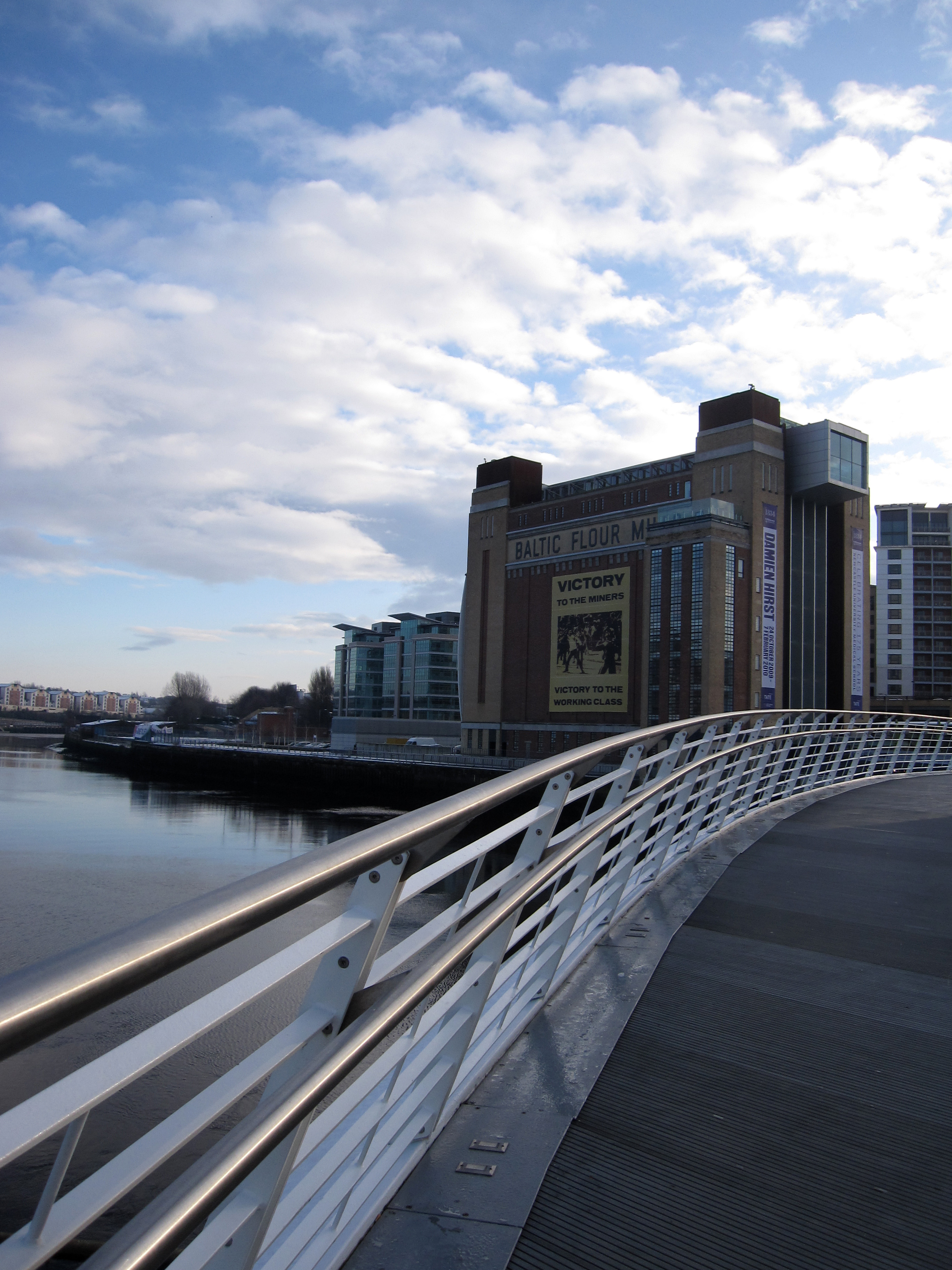
Vista del Baltic des del pont Gateshead Millennium

L'edifici del museu està constituït per sis plantes i l'espai dedicat a exposicions d'art és de 3.000 m². Les galeries d'exposició estan repartides entre la planta baixa i el segon, tercer i quart pis. A l'entrada hi ha una botiga, el primer pis és un espai dedicat a la celebració d'esdeveniments privats i a la segona planta hi ha una biblioteca i un arxiu que també es pot consultar en línia. A les plantes quatre i cinc hi ha miradors amb panoràmiques de la ciutat i al sisè pis, un restaurant de bona reputació (SIX) on es pot tastar cuina britànica moderna.
Unes de les característiques més apreciades de l'edifici són les vistes que s'hi poden veure i la seva lluminositat. Des del punt de vista pràctic, destaca la versatilitat que presenta: com que és un edifici concebut per acollir exposicions de temàtiques molt diverses i itinerants, ha estat dissenyat de manera que hi ha parets que es poden adaptar a les necessitats concretes de cada obra que s'hi presenti.

## Col·leccions, programació i activitats
En el museu es pot distingir entre quatre galeries diferents. Una de les característiques que el fan especial és que no hi ha exposicions permanents, cosa que permet seguir una de les bases més sòlides del projecte: obrir les portes tot tipus talents, sense importar ni la seva especialitat artística, ni el seu origen ni la seva fama. Una prova d'això és que el primer director del centre, va definir el Baltic com una “fàbrica d'art” dinàmica i no pas com un museu estàtic.
En efecte, al Baltic s'ha donat cabuda a moltes manifestacions artístiques diferents (fotografia, pintura, escultura, música, literatura...) i s'ha apostat per donar veu tant a artistes locals com ara Jane i Louise Wilson, com a personalitats reconegudes com Chris Burden, un artista americà molt reconegut i polèmic que va exposar una maqueta del Millennium Bridge construïda amb peces de meccano, coincidint amb la inauguració del museu. La filosofia de Baltic, doncs, és la d'esborrar fronteres de tota classe. L'artista català, Jaume Plensa, hi ha fet dues exposicions.
La programació del Baltic intenta arribar a sectors socials diversos. Des d'aquest punt de vista, es fan activitats destinades tant a nens, adolescents o universitaris estudiants, com a professors. També es programen tallers per persones amb discapacitats físiques o mentals i hi ha una zona anomenada Quay (‘moll'), pensada per a dur a terme activitats en família.
El Baltic també està molt compromès amb el món de l'educació i per això forma part de BALTIC39, un projecte on també col·laboren l'Ajuntament de Newcastle, el Consell de les Arts d'Anglaterra i la Universitat de Northumbria. Es tracta d'una iniciativa que pretén formar talents emergents i donar-los l'oportunitat de fer públiques les seves creacions.

## Reconeixements
Al llarg de la seva trajectòria, el Baltic ha estat premiat per diverses entitats i organitzacions tant per la seva vitalitat artística com per les seves instal·lacions. En el primer cas, destaca el fet que va ser votat com una de les millors marques de Gran Bretanya gràcies als premis Coolbrand durant els anys 2011 i 2012, que prenen en consideració l'opinió de consumidors i consultors independents. El 2012 va guanyar uns premis que la Loteria Nacional Anglesa entrega a aquelles associacions sense ànim de lucre que destaquen en sectors com l'art, l'educació o l'esport, entre d'altres.
L'última nominació on ha format part és la de finalista com un dels millors museus de Gran Bretanya segons l'associació Art Fund.
Pel que fa a les instal·lacions, el 2011, el Baltic va rebre la distinció Park Mark® per part de l'Associació d'Aparcament Britànica, ja que la seva zona d'estacionament està dissenyada de manera que s'evita el risc de crims.

## Polèmica

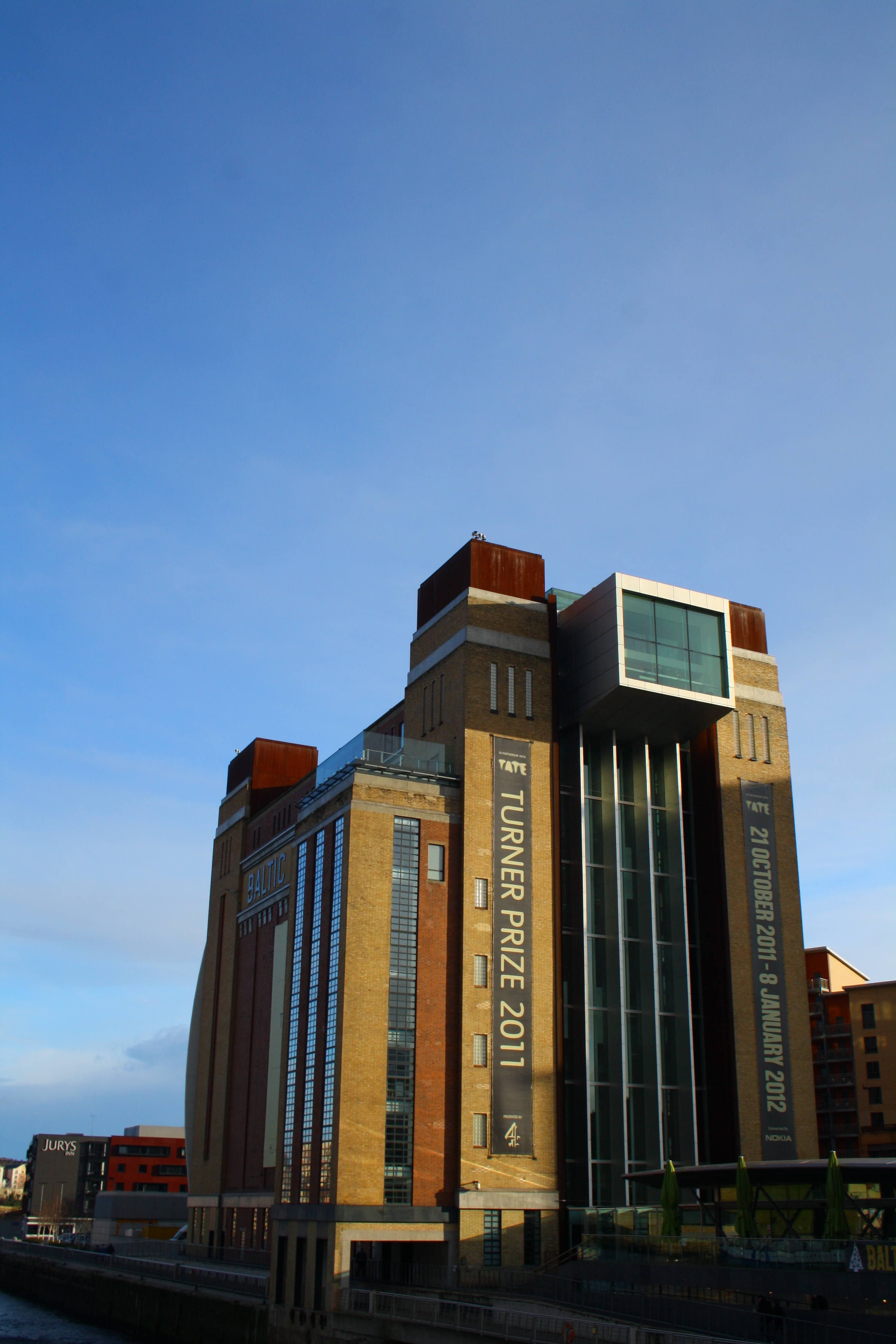
El Baltic durant l'entrega del Premi Turner

El museu Baltic ha protagonitzat controvèrsies diverses des que va inaugurar-se. Per començar, la situació financera del museu ha estat sempre sota sospita. Ja en les seves fases més embrionàries, quan l'edifici encara no estava acabat, es van gastar sumes tan astronòmiques com 120.000 lliures (140.000 euros) en una exposició de sis mesos de durada. Quan l'edifici es va obrir al públic, es van deixar d'oferir serveis com el de recepció o guarda-roba, oficialment i en paraules del seu primer director, “perquè l'art era més important”.
El 20 de setembre de 2007, l'organització del Baltic va demanar al cos de policia de la regió del comtat de Norhumberland que obrís una investigació per determinar si una de les fotografies que formava part d'una exposició del museu podia ser considerada pornografia. En concret, es tractava d'una obra titulada Klara and Edda belly-dancing de l'artista Nan Goldin, que representava dues nenes despullades. Després que la foto fos requisada per la policia, Elton John, que era el propietari d'aquesta exposició, va demanar que es tanqués al públic pel fet d'estar incompleta. La notícia va provocar un gran escàndol perquè després que aquesta foto hagués estat exposada per diferents museus del món, per primera vegada era vetada.
Un altre dels temes que ha aixecat polseguera és el gran nombre de directors que han estat al capdavant del museu. Sune Nordgren, d'origen suec i antic director del Museu Nacional d'Art, Arquitectura i Disseny d'Oslo, va abandonar el seu lloc de treball per establir-se al Baltic. Va supervisar la remodelació de l'edifici i va dirigir l'entitat fins un any després de ser oberta, després de ser acusat de mala gestió financera del museu. El seu successor va ser Stephen Snoddy, que va ser director fins al 2004, després de ser arrestat. Peter Doroshenko va prendre el relleu el 2005, amb el repte d'incrementar el nombre de visitants i resoldre la complicada situació econòmica del moment. També va impulsar la idea que el Baltic era un museu de tothom i no només d'art piscodèlic i inintel·ligible com s'havia criticat. L'any 2007 va renunciar al càrrec després d'acceptar una oferta de feina a Kíiv, com a director del Centre d'Art Contemporani Pinchuk.
L'actual director és Godfrey Worsdale, el que ha durat més des de la inauguració del museu i el que va ser amfitrió en la celebració de l'onzena edició del Premi Turner, que el 2011 es va celebrar, per primer cop, fora del Museu Tate de Londres o de Liverpool i va comptar amb 149.000 assistents.